# Dragonfly (sonda)
Dragonfly es una sonda de exploración de la NASA en estudio, la cual enviará una lanzadera con un dron robótico a Titán, el mayor satélite de Saturno, con el fin de estudiar la química prebiótica y la habitabilidad planetaria, realizando vuelos con despegues y aterrizajes verticales en varios lugares del satélite (VTOL).
Titán es un cuerpo celeste con una abundante y única varidad en química de carbono, muy compleja y diversa en su superficie, la cual es un mundo dominado por hielo de agua con un océano de agua líquida interior, lo que lo convierte en un objetivo de alta prioridad para astrobiología y para el estudio de surgimiento de vida. La misión fue propuesta en abril de 2017 dentro del programa New Frontiers de la NASA, por el laboratorio de física aplicada Johns Hopkins, siendo así seleccionada como uno de los dos finalistas en diciembre de 2017, para perfeccionar aún más el concepto de la misión que pretende llevar a cabo. El 27 de julio de 2019, Dragonfly fue finalmente seleccionada como la cuarta misión dentro del programa New Frontiers,con fecha de lanzamiento prevista para Julio de 2028.

## Visión general
Dragonfly es una misión de astrobiología orientada al  satélite Titán, con el objetivo de evaluar su habitabilidad microbiana y estudiar su química prebiótica en varios lugares. La Dragonfly realizará vuelos controlados y despegues y aterrizajes verticales entre múltiples ubicaciones diferentes en la superficie, lo que permitirá muestrear diversas regiones y contextos geológicos.
Titán es un objetivo de astrobiología prioritario en el sistema solar, ya que su superficie contiene una abundante química compleja rica en carbono y porque puede existir tanto agua líquida como hidrocarburos líquidos en su superficie, formando posiblemente un caldo primigenio.

## Objetivos
Titán es un análogo de la Tierra primitiva y puede proporcionar pistas sobre cómo pudo haber surgido la vida en la Tierra. En 2005, el módulo de aterrizaje Huygens de la Agencia Espacial Europea adquirió algunas mediciones atmosféricas y de la superficie de Titán, detectando tolinas, que son una mezcla de varios tipos de hidrocarburos (compuestos orgánicos) en la atmósfera y en la superficie. Debido a que la atmósfera de Titán oscurece la superficie en muchas longitudes de onda, las composiciones específicas de los materiales de hidrocarburos sólidos en la superficie de Titán siguen siendo esencialmente desconocidas. La medición de la composición de los materiales en diferentes entornos geológicos revelará cuánto ha progresado la química prebiótica en entornos que proporcionan ingredientes clave conocidos para la vida, como las pirimidinas (bases utilizadas para codificar la información en el ADN) y los aminoácidos; componentes básicos de las proteínas.
Las áreas de particular interés son los sitios donde hay agua líquida derretida por impactos o posibles flujos criovolcánicos, pudiendo haber interactuado con los abundantes compuestos orgánicos. Dragonfly proporcionará la capacidad de explorar diversas ubicaciones para caracterizar la habitabilidad del entorno de Titán, investigar cuánto ha progresado la química prebiótica y buscar biofirmas indicativas de vida basadas en el agua como disolvente e incluso tipos hipotéticos de bioquímica.
La atmósfera contiene abundante nitrógeno y metano, así como una fuerte evidencia indica que existe metano líquido en la superficie. La evidencia también indica la presencia de agua líquida y amoníaco debajo de la superficie, que puede ser llevado a la superficie por la actividad criovolcánica.

## Diseño y construcción

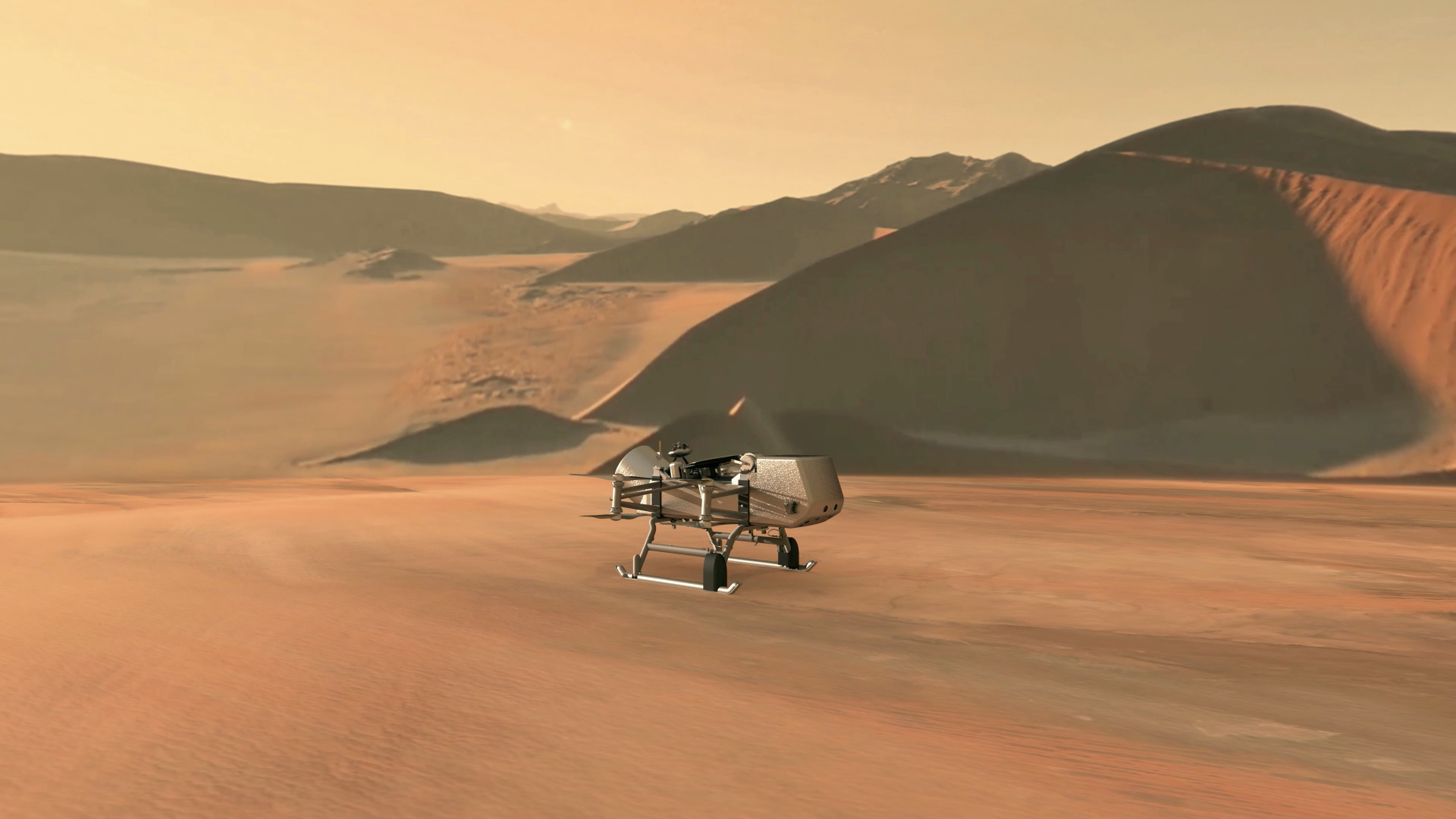
Concepto artístico del aterrizador del Dragonfly, aterrizando en un lugar en Titán.

Dragonfly será un módulo de aterrizaje tipo dron, muy parecido a un gran cuadricóptero con rotores dobles, un octocóptero. La configuración del rotor redundante permitirá que la misión tolere la pérdida de al menos un rotor o motor. Cada uno de los ocho rotores de la nave tendrá aproximadamente 1 metro de diámetro. La aeronave viajará a unos 10 m/s o 36 km/h, y ascenderá a una altitud de hasta 4 km.
El vuelo en Titán es aerodinámicamente benigno, ya que Titán tiene poca gravedad y poco viento, y su atmósfera densa permite una propulsión eficiente del rotor. La fuente de energía  RTG ha sido probada en múltiples naves espaciales, y el uso extensivo de drones cuádruples en la Tierra proporciona un sistema de vuelo bien entendido que se complementa con algoritmos para permitir acciones independientes en tiempo real. La nave estará diseñada para operar en un entorno de radiación espacial y en temperaturas promedio de 94 K (−179,2 °C).

La densa atmósfera de Titán y su baja gravedad significan que la potencia de vuelo para una masa determinada es un factor de aproximadamente 40 veces menor que en la Tierra. La atmósfera tiene 1,45 veces la presión terrícola y aproximadamente cuatro veces la densidad de nuestro planeta, siendo la gravedad un 13,8 % de la de la Tierra, lo que facilitará el vuelo, aunque las temperaturas frías, los niveles de luz más bajos y la resistencia atmosférica más alta en el fuselaje serán un desafío.

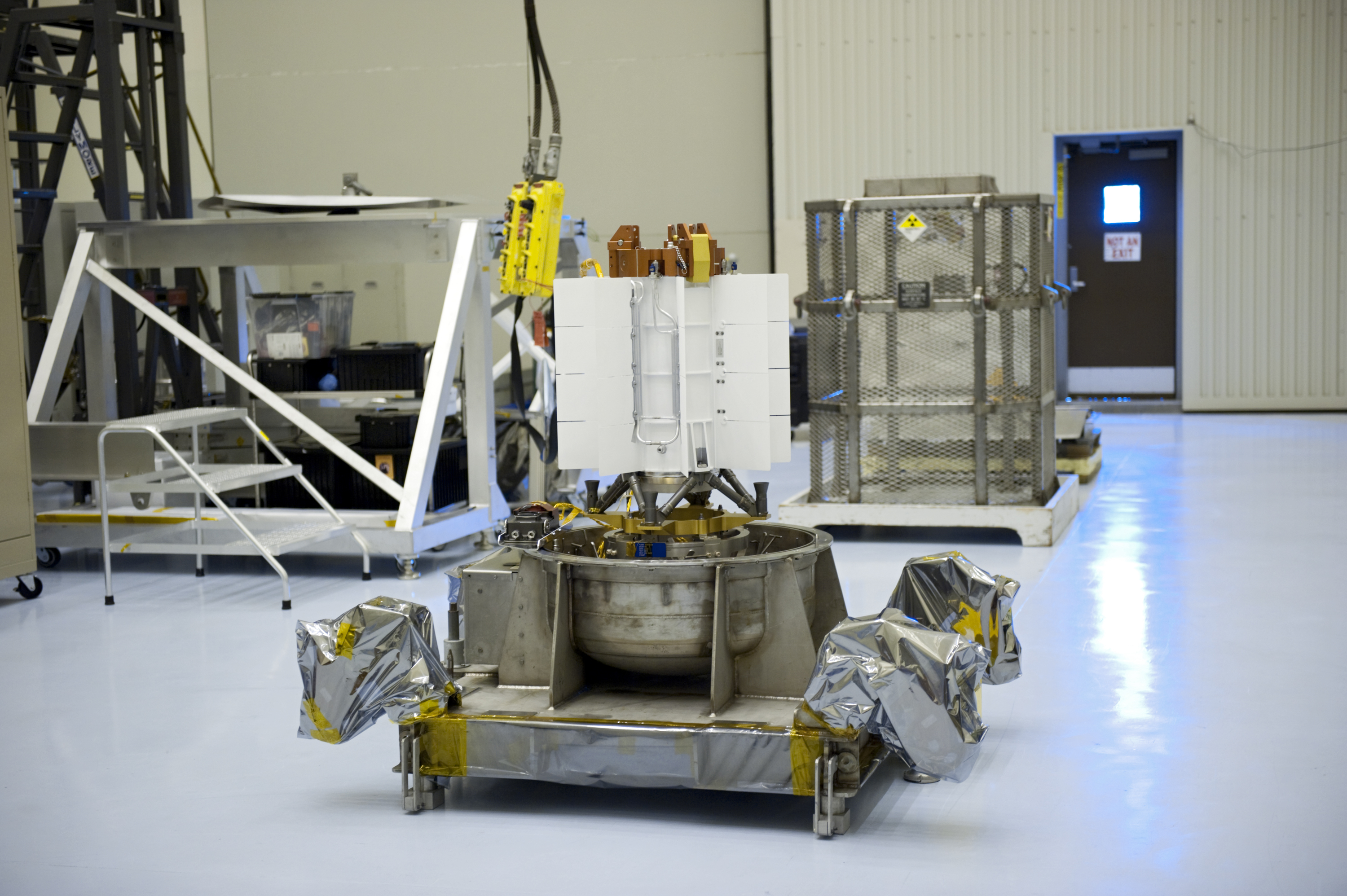
El generador termoeléctrico de radioisótopos multi-misión del Mars Science Laboratory, enviado a la superficie de Marte para alimentar al Curiosity.

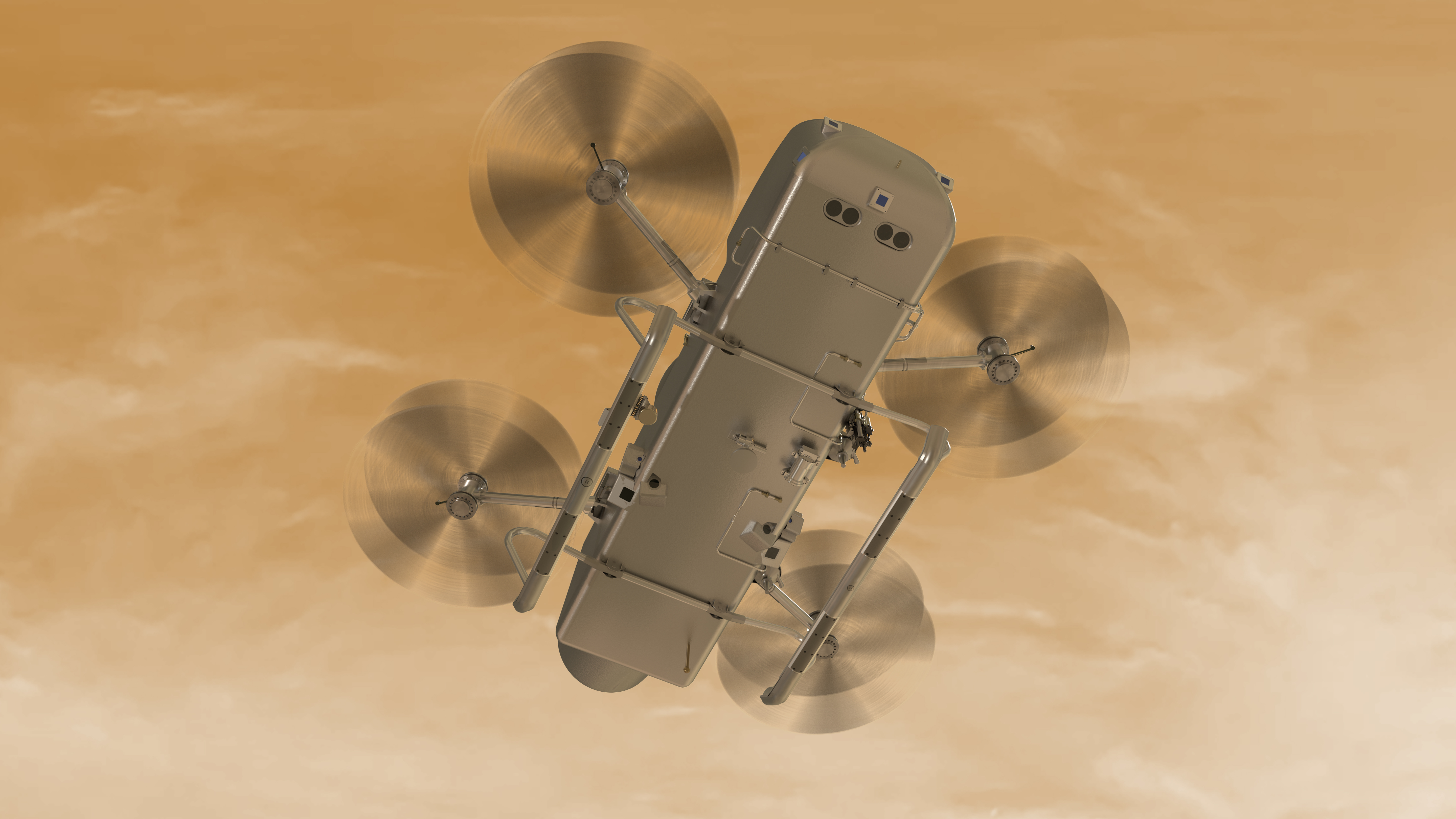
Concepto del diseño de la sonda en vuelo.

Dragonfly podrá volar varios kilómetros, impulsado por una batería de iones de litio, que será recargada por un Generador termoeléctrico de radioisótopos multimisión (MMRTG) durante la noche,  como los instalados en otras sondas tales como el Curiosity, la Perseverance o las sondas Voyager entre otros. Los MMRTG convierten el calor de la desintegración natural de un radioisótopo en electricidad, lo que ayuda a no depender de paneles solares. El dron podrá viajar diez kilómetros con cada carga de batería y permanecer en el aire durante media hora cada vez. El vehículo utilizará sensores para explorar nuevos objetivos científicos y luego volverá al sitio original hasta que los controladores de la misión aprueben desde la Tierra nuevos destinos de aterrizaje.
El dron Dragonfly pesará aproximadamente 450 kg y estará empaquetado dentro de un escudo térmico de 3,7 m de diámetro. Las muestras de regolito se obtendrán mediante dos taladros de adquisición de muestras y mangueras, una en cada tren de aterrizaje, pudiendo depositar las muestras en el instrumento de espectrómetro de masas.
La nave permanecerá en el suelo durante las noches de Titán, que duran alrededor de 8 días terrestres o 192 horas. Las actividades durante la noche pueden incluir la recolección y el análisis de muestras, estudios sismológicos como el diagnóstico de la actividad de las olas en los mares de hidrocarburos del norte, escáner meteorológico e imágenes microscópicas locales utilizando iluminadores LED. La nave se comunicará directamente con la Tierra con una antena de alto espectro. En cuanto a la navegación, al no disponer Titán de satélites GPS en órbita o de campo magnético para utilizar una brújula, deberá hacer uso de cámaras para orientarse en sus viajes por el satélite.
La Facultad de Ingeniería de la Universidad Estatal de Pensilvania es responsable del diseño y análisis de los rotores, el desarrollo del control de vuelo, así como el del banco de pruebas del dron a escala, el apoyo de las pruebas en tierra y la evaluación del rendimiento de vuelo.
El 3 de marzo de 2023, Dragonfly pasó su revisión de diseño preliminar (PDR).

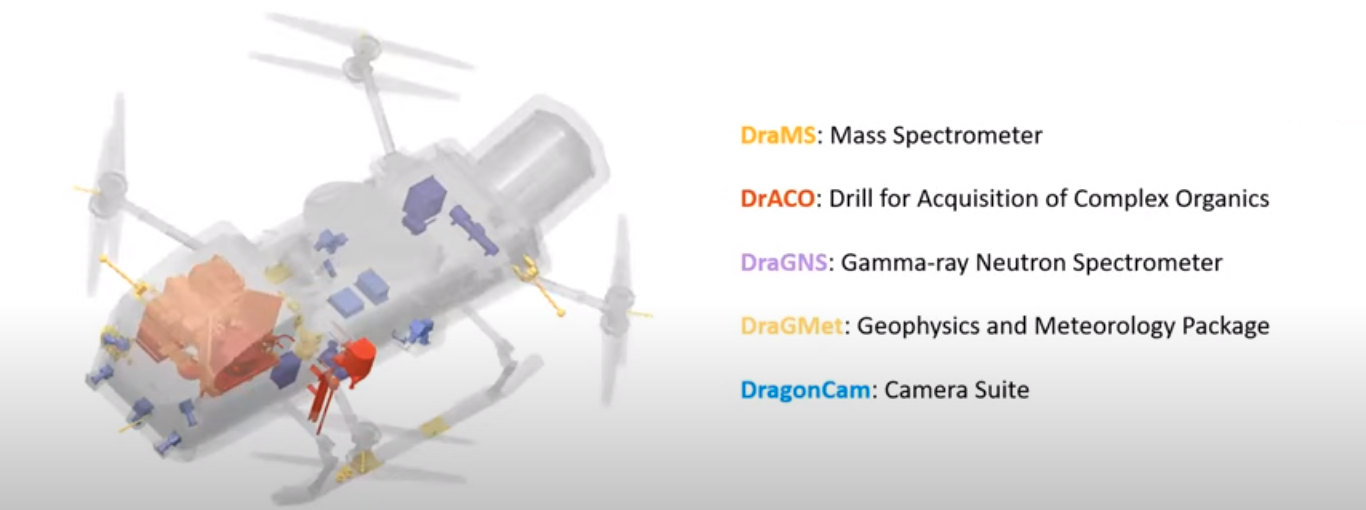
Distribución de equipamiento de la Dragonfly.

### Equipamiento científico
- DraMS (Dragonfly Mass Spectrometer) es un espectrómetro de masas para identificar componentes químicos, especialmente aquellos relevantes para procesos biológicos, en muestras superficiales y atmosféricas.
- DraGNS (Dragonfly Gamma-Ray and Neutron Spectrometer), consiste en un generador de neutrones pulsados de deuterio-tritio, además de un conjunto de espectrómetros de rayos gamma y otro de neutrones para identificar la composición de la superficie bajo del módulo de aterrizaje.
- DraGMet (Dragonfly Geophysics and Meteorology Package), el cual se trata de una estación meteorológica que incluye un sismógrafo.
- DragonCam (Dragonfly Camera Suite). Conjunto de cámaras tanto microscópicas como panorámicas, para fotografiar el terreno de  Titán desde el aire y se puedan analizar posibles lugares de aterrizaje de interés.

## Trayectoria

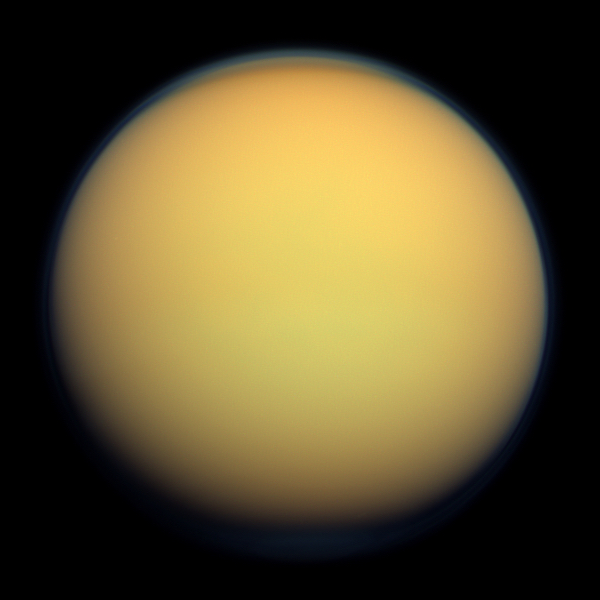
Titán tiene una atmósfera densa y una baja gravedad en comparación con la Tierra, dos factores que facilitan la sustentación de vuelo propulsado.

Se espera que Dragonfly finalmente sea lanzado en 2027 y tardará ocho años en llegar hasta Titán, llegando allí en 2035. La sonda realizará un sobrevuelo de asistencia gravitacional de Venus y tres pases por la Tierra para ganar velocidad adicional. La sonda no podrá utilizar a Júpiter para valerse de su gravedad y acelerar, ya que el planeta no estará a lo largo de su trayectoria en ese momento.

### Entrada y descenso
El fuselaje más externo se separará de la cápsula de entrada diez minutos antes de encontrarse con la atmósfera de Titán. El módulo de aterrizaje descenderá a la superficie de Titán utilizando un escudo aéreo y un conjunto de dos paracaídas, mientras que el fuselaje se quemará en una entrada atmosférica incontrolada. Se prevé que la duración de la fase de descenso sea de 105 minutos. El escudo aéreo se basa en el de la sonda Genesis, y el escudo térmico PICA es similar al diseño del Curiosity y Perseverance, el cual protegerá la nave espacial durante los primeros 6 minutos de su descenso.

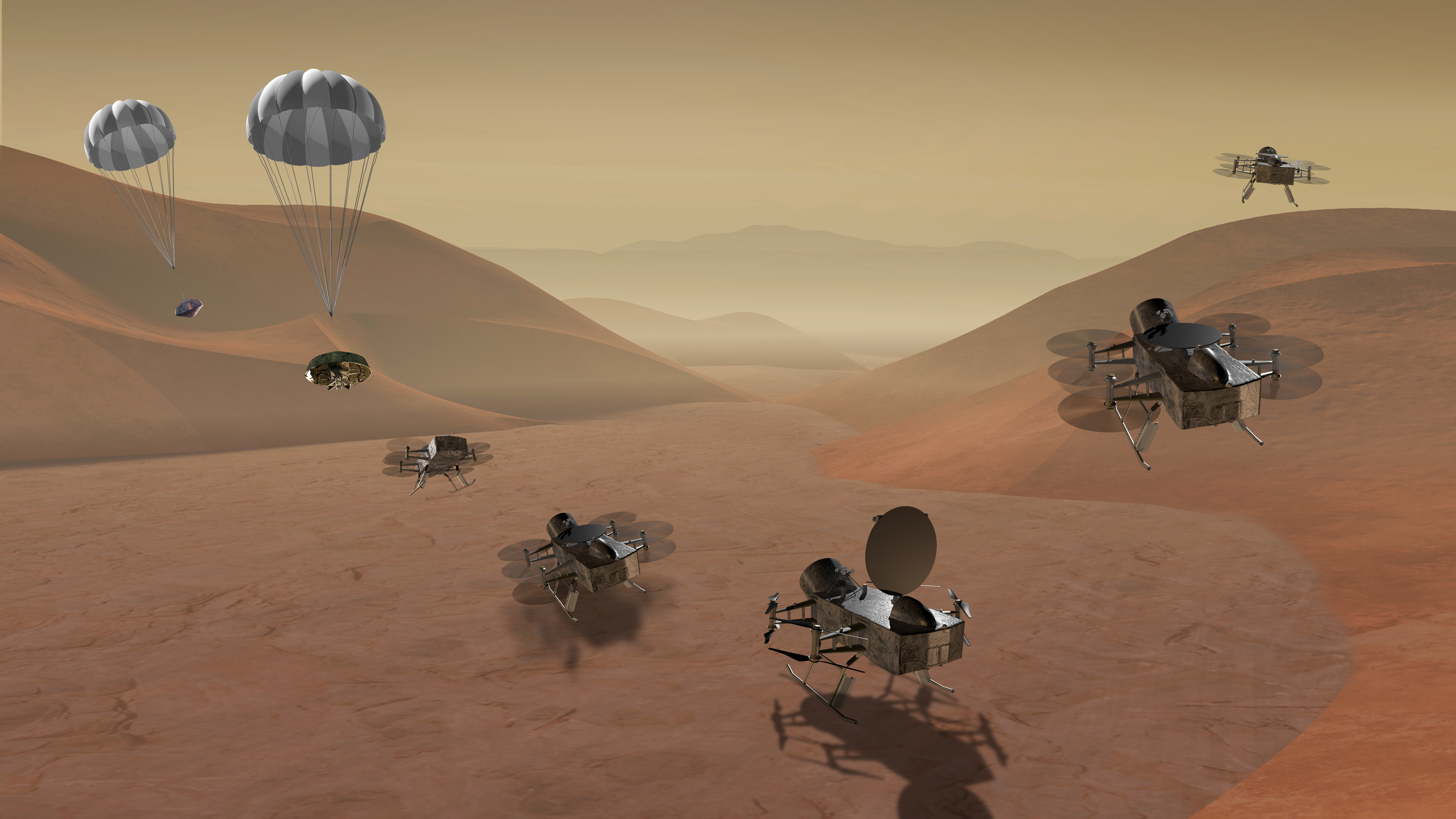
Concepto de aterrizaje del Dragonfly.

A una velocidad de Mach 1,5, se desplegará un paracaídas abatible para reducir la velocidad de la cápsula a velocidades subsónicas. Debido a la atmósfera comparativamente espesa con la de la Tierra y la baja gravedad de Titán, la fase de la caída durará 80 minutos. Un paracaídas principal más grande reemplazará al paracaídas original cuando la velocidad de descenso sea lo suficientemente baja. Durante los 20 minutos en el descenso inicial, el módulo de aterrizaje estará preparado para la separación. Se desacoplará el escudo térmico, se extenderán el tren de aterrizaje y se activarán sensores como el radar y el lidar. A una altitud de 1,2 km, el módulo de aterrizaje se soltará del paracaídas, para terminar aterrizando en la superficie con un vuelo motorizado autónomo de la propia sonda. El lugar de aterrizaje específico y la operación de vuelo se realizarán de forma autónoma. Esto es necesario porque la antena de alta ganancia no se desplegará durante el descenso y porque la comunicación entre la Tierra y Titán tarda entre 70 y 90 minutos en cada sentido.

## Lugar de aterrizaje

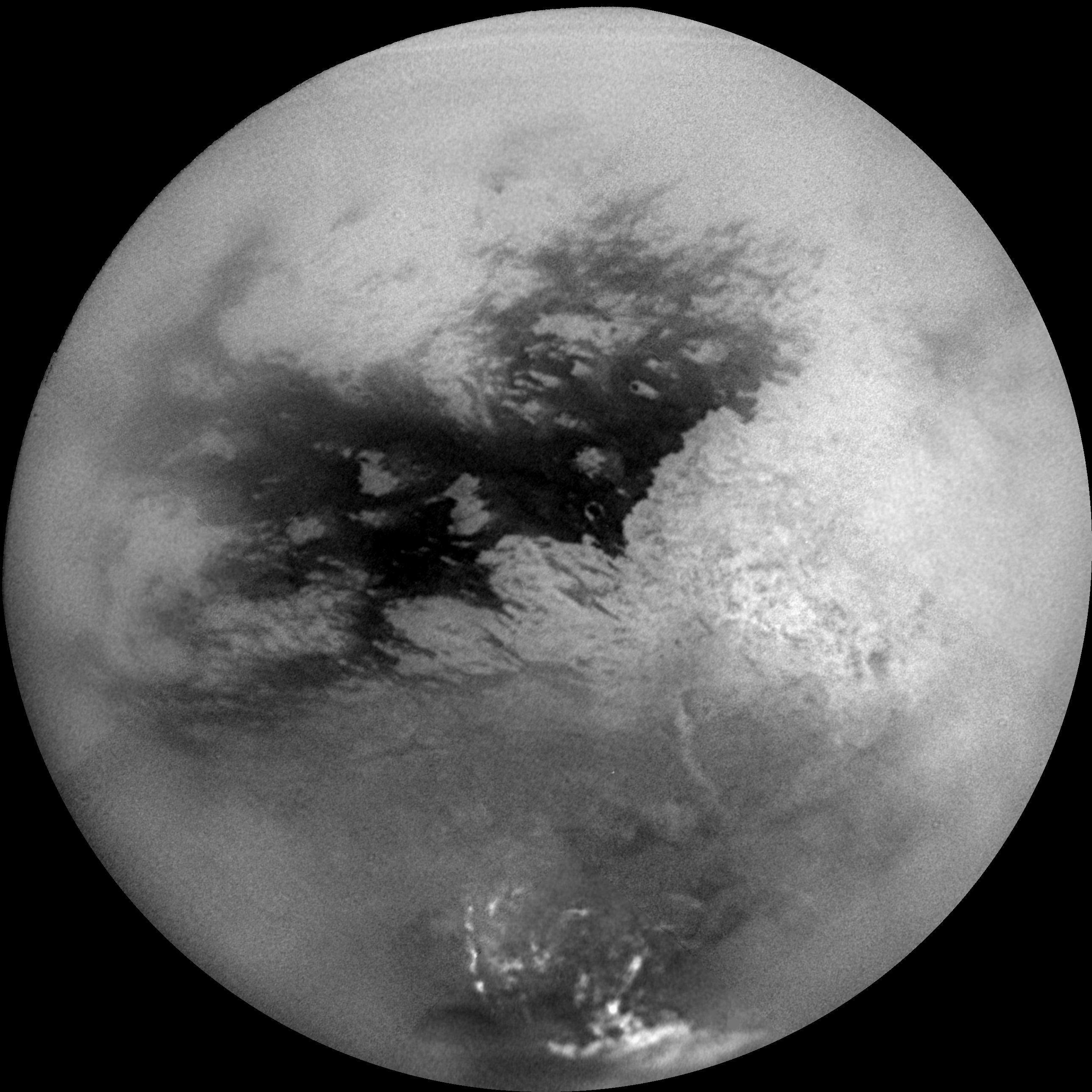
Shangri-La la gran región oscura en el centro de esta imagen de infrarrojos.

Dragonfly debería aterrizar teóricamente en unas dunas al sureste del cráter Selk, en los límites de una región oscura llamada Shangri-La. Está previsto explorar esta región en una serie de vuelos de hasta 8 km cada uno y realizar mediciones áreas en diversas geografías. Después del aterrizaje, se planea trasladar el dron al cráter Selk, donde además de compuestos orgánicos de tolina, hay evidencia de agua líquida en el pasado.
Selk es un cráter de impacto geológicamente joven de 90 km de diámetro, ubicado a unos 800 km al noroeste de la zona de aterrizaje del Huygens. (7,0°N 199,0°W). Las mediciones infrarrojas y otros espectros realizados por la sonda Cassini muestran que el terreno adyacente exhibe un brillo que sugiere diferencias en la estructura o composición térmica, posiblemente causada por criovulcanismo generado por el impacto, consistente en un manto de material eyectado, que sería ahora agua helada. Una región de este tipo, que presenta una mezcla de compuestos orgánicos y hielo de agua, es un objetivo primordial para evaluar hasta qué punto pudo haber progresado la química prebiótica en la superficie.

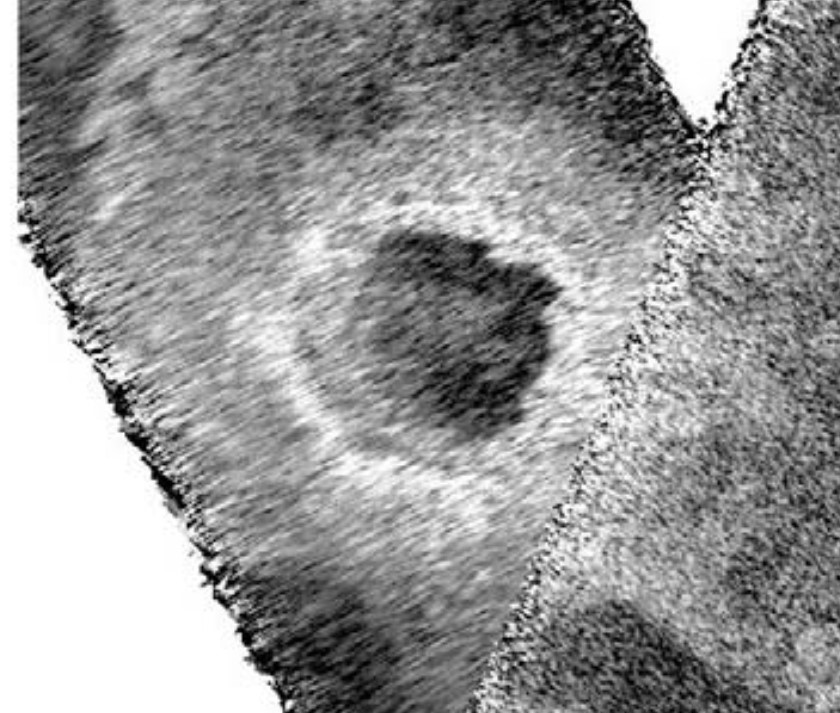
El cráter de impacto Selk en una imagen tomada por el radar de la sonda Cassini.